# UN Peacemaker
UN Peacemaker ist ein Projekt der Vereinten Nationen zur Unterstützung von internationalen Friedensvermittlungen (engl. „Mediation Support“).
Das UN-Peacemaker-Portal stellt Informationen zu Friedensverträgen und den Mandaten bei Friedensbemühungen zur Verfügung. Zudem enthält das Projekt eine Datenbank mit den rechtlichen Grundlagen für Friedensverhandlungen. Darüber hinaus bietet UN Peacemaker eine Peacemaker’s Toolbox, Erfahrungsberichte, Fallbeispiele, operative Anleitungen und Analysen von Friedensverhandlungen.
Die gesammelten Informationen basieren auf Erfahrungen von Interviews, die mit UN-Mitarbeitern und direkten Beteiligten an Friedensvermittlungen geführt wurden. 
Das Onlineprojekt startete im Oktober 2006 und gliedert sich in die generellen Bemühungen des UN-Departements für Politische Angelegenheiten (DPA) ein, den UN-Generalsekretär und seine Sondergesandten bei der Lösung von nationalen und internationalen Konflikten zu unterstützen.